# (482824) 2013 XC26
(482824) 2013 XC26, também escrito como (482824) 2013 XC26, é um objeto transnetuniano que está localizado no Cinturão de Kuiper, uma região do Sistema Solar. Este corpo celeste é classificado como um provável cubewano. Ele possui uma magnitude absoluta de 4,4 e tem um diâmetro estimado em torno de 580 km. O astrônomo Mike Brown lista este objeto em sua página na internet como um candidato a possível planeta anão.

## Descoberta
(482824) 2013 XC26 foi descoberto no dia 6 de dezembro de 2013 pelo Pan-STARRS 1.

## Órbita
A órbita de (482824) 2013 XC26 tem uma excentricidade de 0,231 e possui um semieixo maior de 42,516 UA. O seu periélio leva o mesmo a uma distância de 32,681 UA em relação ao Sol e seu afélio a 52,351 UA.